# Sterechinus
Sterechinus Koehler, 1901 è un genere di ricci di mare della famiglia Echinidae.

## Tassonomia
Comprende le seguenti specie:
- Sterechinus agassizii Mortensen, 1910
- Sterechinus antarcticus Koehler, 1901
- Sterechinus bernasconiae Larrain, 1975
- Sterechinus dentifer Koehler, 1926
- Sterechinus diadema (Studer, 1876)
- Sterechinus neumayeri (Meissner, 1900)